# Ficus esquiroliana
Ficus esquiroliana là một loài thực vật có hoa trong họ Moraceae. Loài này được H.Lév. mô tả khoa học đầu tiên năm 1914.